# Lotte Mühe

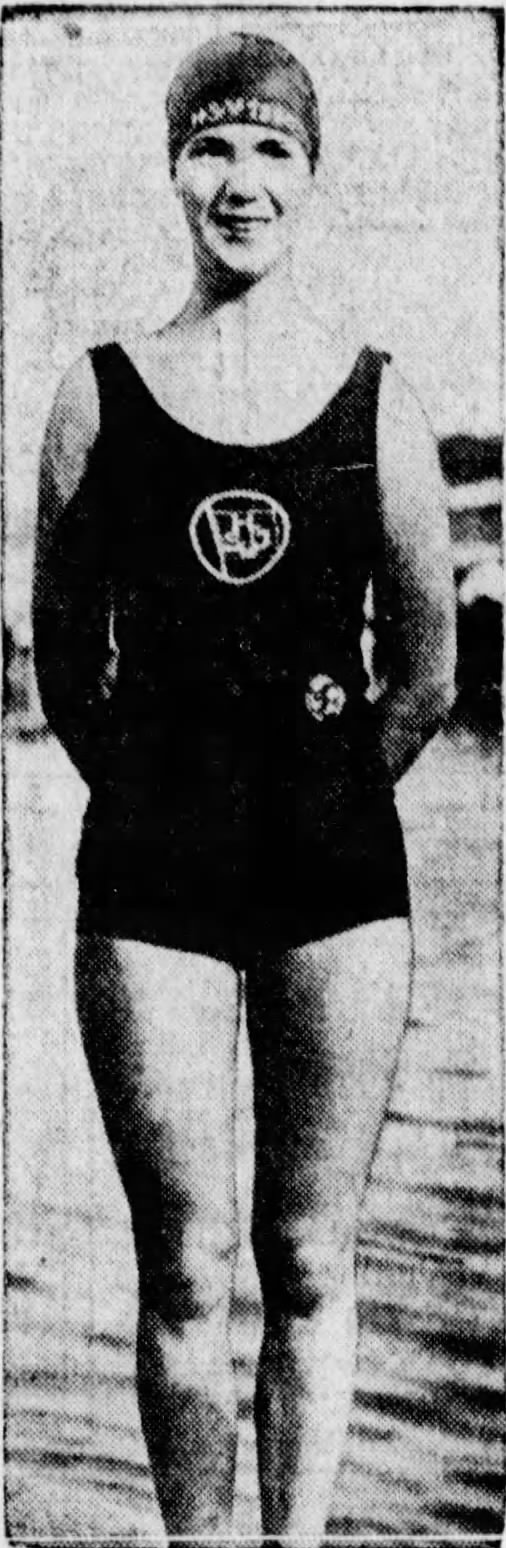
Mühe en 1928

Charlotte Mühe –conocida como Lotte Mühe– (Alemania, 24 de enero de 1910-Magdeburgo, 10 de enero de 1981) fue una nadadora alemana especializada en pruebas de estilo braza, donde consiguió ser medallista de bronce olímpica en 1928 en los 200 metros.

## Carrera deportiva
En los Juegos Olímpicos de Ámsterdam 1928 ganó la medalla de bronce en los 200 metros estilo braza, con un tiempo de 3:17.6 segundos, tras su compatriota Hilde Schrader y la neerlandesa Mietje Baron (plata).
Y en el campeonato europeo de Bolonia  de 1927 ganó la plata en la misma prueba.